# Harry Tisch

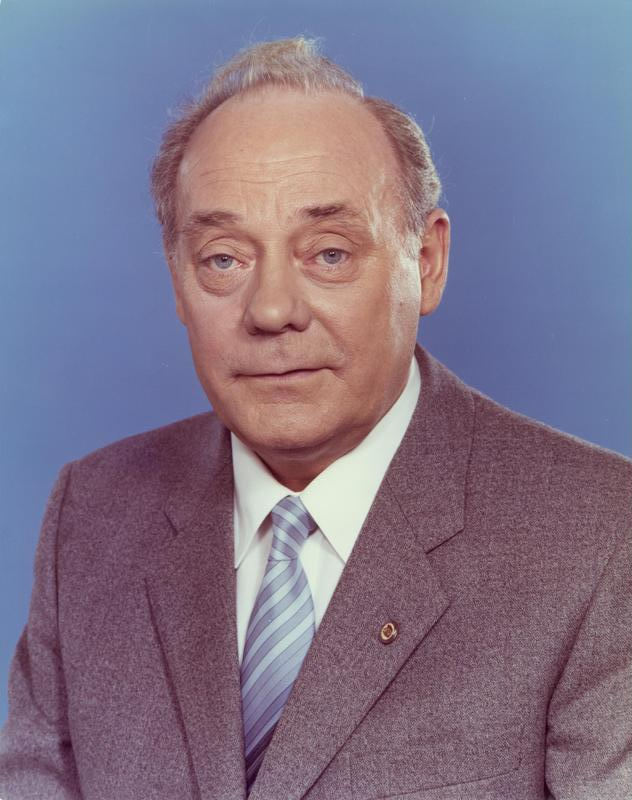
Harry Tisch (1983)

Harry Tisch (* 28. März 1927 in Heinrichswalde; † 18. Juni 1995 in Berlin) war ein deutscher Politiker in der DDR. Er war Mitglied des Politbüros des Zentralkomitees der SED und Vorsitzender des Freien Deutschen Gewerkschaftsbundes.

## Leben
Tisch absolvierte 1941 bis 1944 eine Ausbildung als Bauschlosser in Pasewalk und war von 1944 bis 1945 Soldat im Heer (Wehrmacht). Er war in britischer Kriegsgefangenschaft in Neumünster. Am 28. November 1945 gelang ihm die Flucht.
Er arbeitete als Schlosser in Ueckermünde. In der Sowjetischen Besatzungszone trat er der Sozialistischen Einheitspartei Deutschlands, der Freien Deutschen Jugend und dem Freien Deutschen Gewerkschaftsbund bei. Nach Besuch der Kreisparteischule war er 1948/49 Kreisjugendsekretär und bis 1950 Erster Sekretär des FDGB-Kreisvorstandes Ueckermünde. Nach Gründung der Deutschen Demokratischen Republik besuchte er die Gewerkschaftshochschule „Fritz Heckert“ in Bernau bei Berlin. Er war 1950–1952 Landesvorsitzender der IG Metall im Land Mecklenburg und bis 1953 stellvertretender Bezirksvorsitzender des Freien Deutschen Gewerkschaftsbundes in Rostock. Von den Landtagswahlen in der DDR 1950 bis zur Auflösung der Länder 1952 war er Abgeordneter im Landtag Mecklenburg-Vorpommern (1946–1952). 1953–1955 besuchte Tisch die Parteihochschule „Karl Marx“ und war danach bis 1959 Sekretär für Wirtschaft der SED-Bezirksleitung Rostock, bis 1961 Vorsitzender des Rates des Bezirkes Rostock und bis 1975 Erster Sekretär der SED-Bezirksleitung Rostock, daneben 1952–1954 und 1958–1975 Abgeordneter des Bezirkstages.
Im Jahr 1963 wurde er Mitglied des Zentralkomitees der SED, 1971 Kandidat und 1975 Mitglied des Politbüros. Seit 1963 war er außerdem Abgeordneter der Volkskammer und seit 1975 Mitglied des Staatsrates und des Präsidiums des Nationalrates der Nationalen Front. 1975 bis 1989 war er als Nachfolger von Herbert Warnke Vorsitzender des FDGB.
Als Parteifunktionär pflegte er ein enges Verhältnis zum F.C. Hansa Rostock. So wurde er zunächst als Initiator der Umsiedlung von Empor Lauter nach Rostock geführt und schrieb sich später in die Fußballgeschichte ein, als er am Internationalen Frauentag 1975 noch in der Halbzeitpause der Begegnung zwischen Hansa und dem FC Carl Zeiss Jena den Trainer Heinz Werner entließ.
Am 16. Oktober 1989 besprach Tisch in einem persönlichen Gespräch mit Michail Gorbatschow in Moskau den beabsichtigten Sturz Erich Honeckers. Im November 1989 trat Tisch mit dem Politbüro des ZK der SED zurück. Er wurde seines Amtes als Mitglied des Staatsrates enthoben und aus dem FDGB ausgeschlossen. Im Dezember erfolgte vor seiner Verhaftung der Ausschluss aus der SED.
In einem Prozess wegen Vertrauensmissbrauchs und Untreue – jahrelang hatte er u. a. dem Politbüromitglied Günter Mittag und dessen gesamter Familie kostenfreie Luxusurlaube auf FDGB-Kosten ermöglicht – wurde Tisch 1991 zu 18 Monaten Haft verurteilt und nach Anrechnung der Untersuchungshaft und Aussetzung der Haft freigelassen. Eine Anklage wegen der Todesschüsse an der Berliner Mauer und der innerdeutschen Grenze im Januar 1995 führte wegen des Todes von Tisch infolge Herzversagens nicht mehr zum Prozess. Neben Günter Schabowski gehörte Tisch zu den wenigen hohen SED-Funktionären, die ihr Bedauern über das in der DDR geschehene Unrecht äußerten. In einem Gespräch mit der Berliner Zeitung sagte Tisch 1993: „Wir haben Wasser gepredigt und selber Wein getrunken, das tut mir heute alles sehr leid“.

## Ehrungen
- Fritz-Heckert-Medaille in Gold des FDGB
- Vaterländischer Verdienstorden in Gold (1969)[5]
- Karl-Marx-Orden (1977)[6]

## Schriften
- Die Prognose der gesellschaftlichen Entwicklung. Berlin 1968.
- Zur Gewerkschaftspolitik der SED. Berlin 1979.
- Gewerkschaftsarbeit für Sozialismus und Frieden. Ausgewählte Reden und Schriften. Verlag Tribüne, Berlin 1987, ISBN 3-7303-0148-9.